# Simonyi Balázs
Simonyi Balázs (Budapest, 1980. augusztus 19. –) magyar filmrendező, színész, fotográfus, újságíró és atléta. Bart Simpson első magyar hangja. Simonyi Piroska szinkronszínész öccse.
Ultra című, ultramaratonistákról szóló 81 perces színes dokumentumfilmje 2017-ben felkerült az Európai Filmdíjra érdemesnek tartott, 15 filmből álló rövid listára.

## Életrajza
1998 és 2006 között az ELTE Bölcsészettudományi Karán tanult, majd filmelmélet/filmtörténetből, magyar nyelv és irodalomból illetve esztétikából szerzett diplomát. Az ELTE BTK Filozófiai Doktori Iskolájában, később a PPKE Irodalomtudományi Doktori Iskolájában végzi PhD-tanulmányait.

### Színészként
1985 óta szinkronizál, több ezer tévé- és rádióreklámhoz, külföldi filmhez kölcsönözte a hangját. Gyerekkorában ő volt többek közt Az oroszlánkirály Simbája. A Simpson-család Bart-hangjaként volt hallható, mely sorozat 1998 óta fut Magyarországon. 2018-ban, Székhelyi József halála után Simonyi nem akarta folytatni a sorozat szinkronizálását, és elhagyta a szinkronszakmát. Ennek ellenére az Odaát című sorozatban jelenleg Jared Padalecki hangját adja.
1986 és 2007 között Földessy Margit személyiség- és kreativitásfejlesztő drámastúdiójának tagja, „margitosa” volt.
2000-ben alapította akkori „margitos” barátaiból a Kex és Tea irodalmi felolvasóest-sorozatot, mely 2013 tavaszáig működött, közel 100 kortárs és tematikus est született. A társaság 2003-ban a Momentán Társulat nevet vette fel: Magyarország első színházi improvizációs társulatában 2012-es kilépéséig Simonyi vezető színész, előadáskreátor volt.

### Filmesként
2002-től kreatív szabadúszó: filmeket és hosszútávú fotósorozatokat készít, a honlapján ezek megtalálhatók. Reklám- és image-filmeket, televíziós műsorokat is forgat. Filmjei több száz fesztiválra kaptak meghívást, köztük több Oscar-jelölőre, A-kategóriás filmszemlére. Forgatott dokumentumfilmet ultrafutókról, antikváriusokról és könyvnepperekről, Borlai Gergő dobosról, Gion Nándor vajdasági íróról, afrikai gyerekkatonákról, Viktória-tavi halászokról, Benkő Imre fotográfusról.
ULTRA című dokumentumfilmje 2017-ben felkerült az Európai Filmakadémia Európai Filmdíjának tizenötös  rövidlistájára.
2005-2006 között a TV2 Moziverzum c. filmes műsorának műsorvezetője volt Tóth Barnabással, akivel számos kisjátékfilmet jegyeznek közösen.
A Magyar Zene Háza állandó kiállítása filmjeinek rendezője.
A 2023-ban bemutatott Saját erdő című portréfilmben Kalmár Melinda történésszel együtt ő beszélgetett Nádas Péterrel.

### Fotósként
2003-tól 2005-ig a Fotografus.hu alapítványi fotóiskola hallgatója, mestere Gulyás Miklós volt. Külsősként fotózott és írt a Magyar Narancs, HVG, VS, Index, Hócipő, Mindennapi.hu, Quart, Black & White, FlashArt, FotoVideo, Fotopost, Földgömb, Film.hu, Filmkultúra, Filmvilág c. print és online lapoknak. A UNIT magazin főszerkesztője volt 2009-től annak 2011-ig.
2007-2008 közt vendégtanárként oktatott a kolozsvári Sapientia Tudományegyetem Film és fotó szakán.
Háromszor nyerte el zsinórban a Pécsi József fotóművészeti ösztöndíjat (2008-2010). Négyszeres Magyar Sajtófotó-díjas (2007, 2009, 2011) különböző kategóriákban. Számos egyéni és csoportos kiállítása volt.

### Atlétaként
2007 karácsonya óta atletizál, jelenleg a Sashegyi Gepárdok igazolt atlétája. 2014-ben 50 km-es futásban országos bajnoki ezüstérmes. Négyszeres ironman, négyszer teljesítette az UltraBalaton és tízszer egymás után a Spartathlon ultrafutóversenyeket, 
több tucat maratont és több más versenyt, melyekről 2012 óta blogján beszámol. 
2014-ben a Testnevelési Egyetemen szerzett triatlonedzői diplomát. 2019-ben érte el addigi legjobb eredményét: abszolút 5. lett a Spartathlonon.
Kitalálója, egyik megalapítója és szervezője a Black Hole ultrafutó versenynek Márkus István "Öcsi" mellett. A versenyt 2023 után – közös megegyezéssel – nem rendezik meg.
Az Országos Kéktúra leggyorsabb teljesítője: 2023 június 1. és 16. között. A futásról dokumentumfilm-sorozatot is forgat „Kékkör” munkacímen, várható premier 2024 őszén.

### Íróként
Futóskönyv című interjúkötetében huszonkét, az élet változatos területein munkálkodó, meghatározó személyiség tűnik fel, akiket a futás köt össze. A kötet a futós adássorozatain alapszik.

### Podcast műsorai
- Ikrek - ikrek életútja, ikerkutatás, ikerpszichológia, történelem, művészet, tudomány az ikerség kapcsán.
- Nincs rá szó (a 24.hu és Magyar Hospice Alapítvánnyal közösen)[12] – az elmúlásról, veszteségről, gyászról.
- Talált sorok (Saly Noémival közösen)[13] – lomtalanításon, bolhapiacon talált levelek, eljegyzések, üzenetek és sajtpapírok dramatizált formában.
- Pletyka! (Szvetelszky Zsuzsával közösen)[14] – a pletykálás természetrajza, a pletyka működése.
- Alakok (Saly Noémival közösen)[15] – Kosztolányi Dezső 100 évvel ezelőtti interjúi különböző foglalkozású, életkorú, nemzetiségű emberekkel, rádiójáték formában, neves színészek és cameók közreműködésével.
- Laza Tízes[16] – közismert személyek, akik az élet különböző területein munkálkodnak, a sport mégis összeköti őket.
- Büntetőkör[17] – mozgásról, outdoor tevékenységrők, a futásról és vonzáskörzetéről.
- IzzóSztár[18] – futós témák, portréinterjúk, műhelytitkok. Az adás a Patreonon is elérhető.[19]

### Egyéb
Zongorán és szaxofonon játszik. Zenekarai voltak a 2000-es években: JazzRulett, Ablak-Zsiráf, Beatorlók.

## Filmjei
- Saját erdő (szín., magyar dokumentumf., 2023) forgatókönyvíró, riporter
- Banality (magyar rövidf., 2019) rendező, forgatókönyvíró
- Margitfilm (szín., magyar dokumentumf., 2019) rendező, forgatókönyvíró, operatőr
- Madárszabadítók (szín., magyar dokumentumf., 2019) rendező, forgatókönyvíró, operatőr
- Lajos és Laci (magyar animációs film, 2018) rendező, forgatókönyvíró
- Ultra[20] (szín., magyar dokumentumf., 2017) rendező, forgatókönyvíró, színész
- Indián (magyar–francia rövidf., 2016)
- Terminál (magyar rövidf., 2015)
- Történetek szórt fényben (szín., magyar dokumentumf., 2013) rendező, forgatókönyvíró, operatőr
- Finálé (magyar rövidf., 2011) rendező, forgatókönyvíró, producer, vágó
- Elragadva (magyar–német–ugandai, 2011) rendező, forgatókönyvíró, producer, vágó
- (terep)SZEMLE 2. (ff., magyar kisjátékf., 2003) rendező, színész, forgatókönyvíró, operatőr, vágó Tóth Barnabással közösen
- Páratlan ritmusok (szín., magyar portréf., 2009) (TV-film) rendező, forgatókönyvíró, operatőr
- Tour (szín., mb., magyar rövidf., 2009) rendező, forgatókönyvíró, vágó
- Mandarin (szín., magyar filmetűd, 2008) rendező, forgatókönyvíró, operatőr
- Egy szavazat (szín., magyar kisjátékf., 2006) rendező, vágó Tóth Barnabással közösen
- Original Láger (szín., magyar kisjátékf., 2006) rendező, színész, vágó
- A könyv-ügynök (szín., magyar dokumentumf., 2005) rendező, forgatókönyvíró, operatőr
- Budapesti neonok, avagy a szocializmus fénykora (szín., magyar kísérleti f., 2004) rendező
- Gáz! (szín., magyar rövidf., 2004) rendező
- Kő, papír, olló (ff., magyar kísérleti f., 2004) rendező, forgatókönyvíró, vágó
- Meglepetés (szín., magyar rövidf., 2004) (TV-film) rendező, forgatókönyvíró Tóth Barnabással közösen
- (terep)SZEMLE (ff., magyar kisjátékf., 2003) rendező, színész, forgatókönyvíró, operatőr, vágó Tóth Barnabással közösen
- Mennyország (szín., magyar filmetűd, 2003) rendező, forgatókönyvíró
- Puzzle (ff., magyar rövidfilm, 2003) rendező, forgatókönyvíró
- Az öt zsaru (szín., magyar tévéfilm sor., 1998) színész
- Kutyakomédiák (szín., magyar vígjáték sor., 1992) színész

## Színházi szerepei
A Színházi adattárban regisztrált bemutatóinak száma: 2.;
- Házimozi – interaktív filmszínház (bemutató: Momentán Társulat)
- KEX és TEA (bemutató: Momentán Társulat)
- Mini (bemutató: 2009. március 1. Momentán Társulat)
- Momentán Halloween (bemutató: Momentán Társulat)
- Művészet (bemutató: Spinoza Színház)
- Popfesztivál 2007 (bemutató: IBS Színpad)
- Reneszánsz RögvEst – Akkor és Most (bemutató: 2008. december 14. Momentán Társulat)
- RögvEst (bemutató: Momentán Társulat)

## Szinkronszerepei
- Odaát – Jared Padalecki
- Tutenstein – Tutenstein
- Kis Vuk – Alex (hangja)
- Rocky V. – Sage Stallone (1.szinkron)
- Aladdin – Luca Venantini (2.szinkron)
- Örökké tudom, mit tettél tavaly nyáron – Ben Easter
- Horrorra akadva 2. – Christopher Masterson
- A hetedik testvér – Tasli
- Az oroszlánkirály – Simba (gyerekként)
- A Simpson család – Bart Simpson (1-29.évad 14.részig)
- A Simpson család – A film – Bart Simpson
- Family Guy – Bart Simpson (13.évad 1.rész)
- Hé, Arnold! – Harold Berman
- Jelszó: Kölök nem dedós – Egyeske
- Kim Possible – Ron Stoppable
- Karate Kölyök 3. – Ralph Macchio
- Mátrix – Újratöltve – Leigh Whannell
- Végső állomás 3. – Sam Easton
- Katasztrófafilm – G. Thang
- Pán Péter – Pán Péter
- Pi élete – Jun Naito
- X-Men: Az eljövendő múlt napjai – Shawn Ashmore
- Alkonyat (filmsorozat) – Jackson Rathbone
- Harry Potter és a Halál ereklyéi 1. – további magyar hangok
- Harmadik Shrek – Artie (hangja)
- Viharlovagok – Casey Affleck
- Ocean’s Eleven – Tripla vagy semmi -Casey Affleck
- Ocean’s Twelve – Eggyel nő a tét – Casey Affleck
- Ocean’s Thirteen – A játszma folytatódik – Casey Affleck
- A jófiú – Henry
- Szörnyeteg a mostohám – Billy Corben
- Aki bújt, aki nem (Jeepers Creepers), – Justin Long (2001/2003)

Torrente - Togeti (a kis édesszájú)